# Hrabstwo Poinsett

Piramida wieku hrabstwa

Hrabstwo Poinsett – hrabstwo w USA, w stanie Arkansas. Według danych z 2010 roku, hrabstwo zamieszkiwało 24583 osób.

## Miejscowości
- Fisher
- Harrisburg
- Lepanto
- Marked Tree
- Trumann
- Tyronza
- Weiner
- Waldemburg